# کارینا لیوندال
کارینا لیوندال (سوئدی: Carina Ljungdahl؛ زادهٔ ۲۱ فوریه ۱۹۶۰) شناگر اهل سوئد بود.
وی در مسابقات کشوری و بین‌المللی در مجموع برندهٔ ۱ مدال نقره شده‌است.